# Növényrendszertan

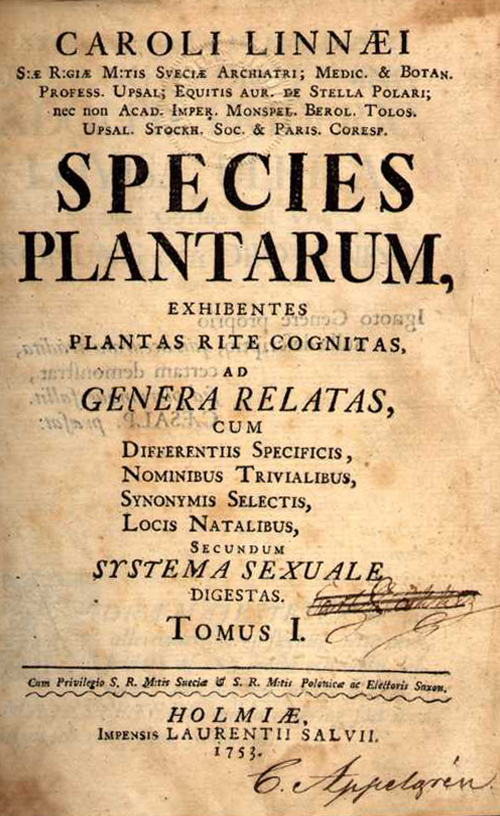
Carl von Linné Species Plantarum című művének címlapja

A növényrendszertan mind az élő, mind a kihalt növényeket rang szerint csoportosított rendszerbe állítja, mégpedig oly módon, hogy abban kifejeződjenek az egyes csoportok rokonsági kapcsolatai. Jelenleg a legszélesebb körű konszenzus az Angiosperm Phylogeny Group által leírt, immár harmadik változatánál tartó APG rendszert övezi.

## A növények rendszerezése
A ma élő növényvilág sok millió éves fejlődés eredménye. A földtörténet régebbi korszakaiban élt növényvilágról kövületek, például az üledékes kőzetekből előkerült levéllenyomatok és megkövesedett növényi maradványok alapján alkothatunk magunknak képet. Ezek alapján lehetővé vált a növényvilág törzsfájának megalkotása.

### Hagyományos rendszer
A magyar iskolákban manapság is ezt tanítják.
- törzs: Vörösmoszatok
- törzs: Barnamoszatok
- törzs: Zöldmoszatok
- törzs: Mohák
  - osztály: Májmohák
  - osztály: Lombosmohák
- törzs: Harasztok
  - osztály: Korpafüvek
  - osztály: Zsurlók
  - osztály: Páfrányok
- törzs: Nyitvatermők
  - osztály: Cikászok
  - osztály: Leplesmagvúak
  - osztály: Fenyők
  - osztály: Tiszafák
- törzs: Zárvatermők
  - osztály: Kétszikűek
  - osztály: Egyszikűek

### Újabb filogenetikus rendszer
Telepes növények
- törzs: Valódi zöldmoszatok (Chlorophyta)
- törzs: Csillárkamoszatok (Charophyta)
- törzs: Májmohák (Hepatophyta)
- törzs: Becősmohák (Anthocerophyta)
- törzs: Lombosmohák (Bryophyta)

Szövetes növények
- törzs: Korpafüvek (Lycopodiophyta)
- törzs: Harasztok (Pteridophyta)
  - osztály: Zsurlók (Equisetopsida)
  - osztály: Őspáfrányok (Psilotopsida)
  - osztály: Marattiapáfrányok (Marattiopsida)
  - osztály: Valódi páfrányok (Pteridopsida)

Magvas növények (Spermatophyta)
Nyitvatermők
- törzs: Cikászok (Cycadophyta)
- törzs: Leplesmagvúak (Gnetophyta)
- törzs: Toboztermők (Pinophyta)
- törzs: Páfrányfenyők (Ginkgophyta)

Zárvatermők
- törzs: Zárvatermők (Angiospermatophyta)
  - osztály: Kétszikűek (Dicotyledonopsida)
  - osztály: Egyszikűek (Monocotyledonopsida)

## A növények fejlődéstörténete
A legrégibb növénymaradványok három-négy milliárd évesek, időben a földtörténet őskorából valók.
A valódi sejtmagvas szervezetek legősibb formái egysejtű, ostoros, fotoszintézisre képes moszatok voltak.
A különböző szervezetek között fennálló rokonsági kapcsolatok még ma sem egészen világosak előttünk. A sárgamoszatokat és kovamoszatokat csak a jura kortól kezdve ismerjük. A zöldmoszatokról biztosan tudjuk, hogy már a kambriumban is éltek. A csillárkamoszatok legalább 400 millió év óta léteznek. Ebből az időből már barnamoszatok és vörösmoszatok is ismeretesek.
Gombák a kambriumtól kezdődően kimutathatók. Egyszerű szervezetű moszatokból származnak. A nyálkagombákat több kutató az egysejtű állatok rokonsági körébe sorolja.
A valódi száras növények (Cormobionta; mohák, harasztok és magvas növények) ősei a zöldmoszatok lehetnek, mivel biokémiai jellegeik megegyeznek. A mohák eredete részleteiben még ma sincs tisztázva. A legrégebbi mohakövületek a karbonból származnak.
A magasabbrendű növények kialakulása során fontos volt a szárazföldi életmódra való áttérés. A legősibb szárazföldi növények moszatszerűek voltak. Ősharasztoknak (Psilophytopsida) nevezzük őket. Legismertebb képviselőjük a Rhynia. Még nem voltak leveleik, sem gyökerük, de belsejükben már szállítónyaláb, bőrszövetükben gázcserenyílások figyelhetők meg.
Magasabb fejlettségű az Asteroxylon, amelynek már kicsiny levelei is voltak. Már a harasztokra jellemző tagolt levél kialakulásának első jelei is felismerhetők.
Az ősharasztokból fejlődtek ki a páfrányok, a korpafüvek és a zsurlók, valamint a nyitvatermők elődei. A harasztok a karbon és perm időszakban érték el fejlődésük tetőpontját. A korpafüvek osztályába sorolt pecsét- és pikkelyfák, a zsurlók közül a Calamites fajok 40 m-es magasságot is elértek, és hatalmas kiterjedésű erdőségeket alkottak.
A ma is élő páfrányok (Filicales) csak a földtörténeti középkorban (jura, kréta) jelentek meg. Az ősharasztok és a valódi páfrányok (Pteropsida) között átmenetet jelentenek az őspáfrányok (Primofilices).
A nyitvatermők eredete egészen a devon időszakban élt előnyitvatermőkig (Progymnospermae) nyúlik vissza. Az utóbbiakból már a karbonban kialakult a cikászok (Cycadophyta) és a toboztermők (Pinophyta) rokonsága. 30 m magasságot is elérő fatermetű növények voltak, 1 m-nél is hosszabb és mintegy 15 cm széles levelekkel. A cikászok a magvaspáfrányok (Pteridospermatophyta) leszármazottai. Jelenleg néhány fajuk él csak Afrika, Amerika, Ausztrália és Ázsia trópusi vidékein.
Külön törzset alkotnak a leplesmagvúak (Gnetophyta). Levéltakaróik fejlettek, fájukban megjelennek a vízszállító csövek, a tracheák. A földtörténeti középkorban elterjedt bennettiteszek (Bennettitopsida) régen kihaltak. Szárnyas levelű, fatermetű növények voltak.
Távol állnak minden más nyitvatermőtől a páfrányfenyők (Ginkgophyta). Egyetlen ma élő fajuk a Kínában őshonos páfrányfenyő (Ginkgo biloba) – élő kövület. A törzs 140-180 millió évvel ezelőtt jelent meg.
A zárvatermők (Angiospermatophyta) képviselik a legfiatalabb csoportot. Kibontakozásuk még ma is tart.
Mint a kétszikű zárvatermők (Dicotyledonopsida, Dicotyledones) legősibb formái, a liliomfa-virágúak (Magnoliales) adják az egész csoport eredetére nézve a legbiztosabb útbaigazítást.
Liliomfa-féle növényekből alakultak ki az egyszikű zárvatermők (Monocotyledonopsida, Monocotyledones). Ezeket a növényeket lehet a Liliaceae vagy az Arecaceae elődjének tekinteni.
A zárvatermők altörzsei mint párhuzamos fejlődési sorok jöttek létre. Így például a Dilleniidae alosztályon belül a pünkösdirózsafélék még nagyon is ősiek, a keresztesvirágúak, az ibolya- és a rezedafélék már specializáltabbak, míg a hangafélék, a tök- és kankalinfélék az egész fejlődési sor legmagasabb lépcsőfokát jelentik.
A zárvatermők ősi és fiatal (leszármazott) jellegeinek áttekintése
| jelleg                                                  | ősi                                            | leszármazott                                            |
| ------------------------------------------------------- | ---------------------------------------------- | ------------------------------------------------------- |
| életforma lomblevél levélalak fatest vízszállító elemei | fatermetű örökzöld egyszerű tracheidák         | lágyszárú nyáron zöldellő szárnyasan összetett tracheák |
| virág                                                   | nagy, egyesével álló, kétivarú                 | kicsi, virágzatba tömörült, egyivarú                    |
| virágrészek helyzete                                    | spirális                                       | körkörös (örvös)                                        |
| virág szimmetriája                                      | sugaras                                        | kétoldali                                               |
| viráglevelek                                            | szabadok                                       | összenőttek                                             |
| termőlevelek                                            | külön-külön záródnak termővé (chorikarp termő) | egymással összenőve képeznek termőt (cönokarp termő)    |
| termő helyzete                                          | felsőállású                                    | alsóállású                                              |

## A növényrendszertan feladatai
A rendszerbe foglalás egymásra hierarchikus sorrendben következő kategóriák segítségével történik. A kategóriákat rendszertani egységnek (taxon) nevezzük.
Az egyértelműség érdekében, a félreértések elkerülése céljából a növényeket tudományos névvel is el kell látnunk, mert a köznyelvben használt nevek sokszor nem egyértelműek: ugyanazt a nevet más-más fajok jelölésére használják, illetve egy fajt sok különböző név jelölhet. Például a Taraxacum nemzetségbe tartozó Taraxacum officinale a közismert gyermekláncfű vagy pitypang, pimpimpáré neveken kívül további 32 magyar néven ismeretes különböző vidékeken; e nevek között előfordul a "kutyatej" is, ami viszont a növényrendszertanban egy másik nemzetségbe (Euphorbia) tartozó fajokat jelöl. Tudományos elnevezésként többnyire latin vagy ógörög eredetű neveket használnak.
A növényvilág rendszertani felderítése és leírása nem tekinthető lezártnak. Évente kb. 2000 új fajt fedeznek fel. A Földünkön élő növényfajok számát 500 000-re becsülik, ebből kb. 400 000 fajt írtak le.
Már az ókori tudósok is fáradoztak azon, hogy az ismert növényeket valamiféle rendszerbe foglalják. A híres svéd természetkutató, Carl von Linné a virágos növények 23 osztályát különböztette meg. A virágtalan növényeknek egyetlen osztályát állította fel Cryptogamia névvel. A virágos növényeket a porzók és a termő virágbeli megjelenése, valamint a porzók száma alapján osztotta fel. A természetes rendszerek kidolgozásában kiemelkedő szerepet játszott Augustin Pyrame De Candolle, Endlicher István László és Adolf Gustav Heinrich Engler.

## Rendszertani kategóriák

### Hagyományos kategóriák
A rendszer alapegysége a faj. Ennél kisebb rendszertani egység az alfaj, a változat és a forma. A több rokon fajt a nemzetség foglalja magába. A kettős nevezéktan szerint egy faj egyértelmű azonosításához a nemzetség és a faj nevét is meg kell adni (például Prunus persica, ahol Prunus a nemzetség neve, persica a fajé). A hierarchikus sorrendben egyre magasabb rangú kategóriák követik egymást:
- a család
- a rend
- az osztály
- a törzs
- az ország
- a domén

Közbeeső fokozatokat jelentő kategóriákat is be lehet iktatni (például alrend).

### Kládok
A kladisztikus osztályozás szakít a hagyományos rendszertanok fentebb vázolt kategóriáival és helyettük a klád fogalmát (klados=ág) használja, mely egyfajta egyenrangúságot biztosít a hierarchikus rendet sugalló elnevezésekkel szemben és jobban tükrözi az egymásból leszármazott élőlénycsoportok tetszőleges mélységű megkülönböztetését. A filogenetikus rendszertan legújabb eredményeit az Angiosperm Phylogeny Group (APG) alkalmazza a növények rendszerezésére.

## A növényrendszertan története

### Ókor
Arisztotelész az i. e. IV. században fejtegeti először a növény fogalmát és a lélekkel nem rendelkező kövek után helyezi abban a sorban, melyben a növényeknek tökéletlen, az állatoknak tökéletesebb, az embernek tökéletes lelke van. Tanítványa Theophrasztosz két könyve a növényekről a kor legfontosabb botanikai munkái voltak és közel 500 fajt írnak le életmód szerint csoportosítva őket (fák, cserjék, füvek).

Az ókori Rómában Vergilius mintegy 150 növényfajt említ meg a mezőgazdaságról szóló Georgica című munkájában, az idősebb Plinius pedig majdnem 1000 növényt ismertet Historia naturalis-ának XII-XIX. könyvében.

### Füveskönyvek

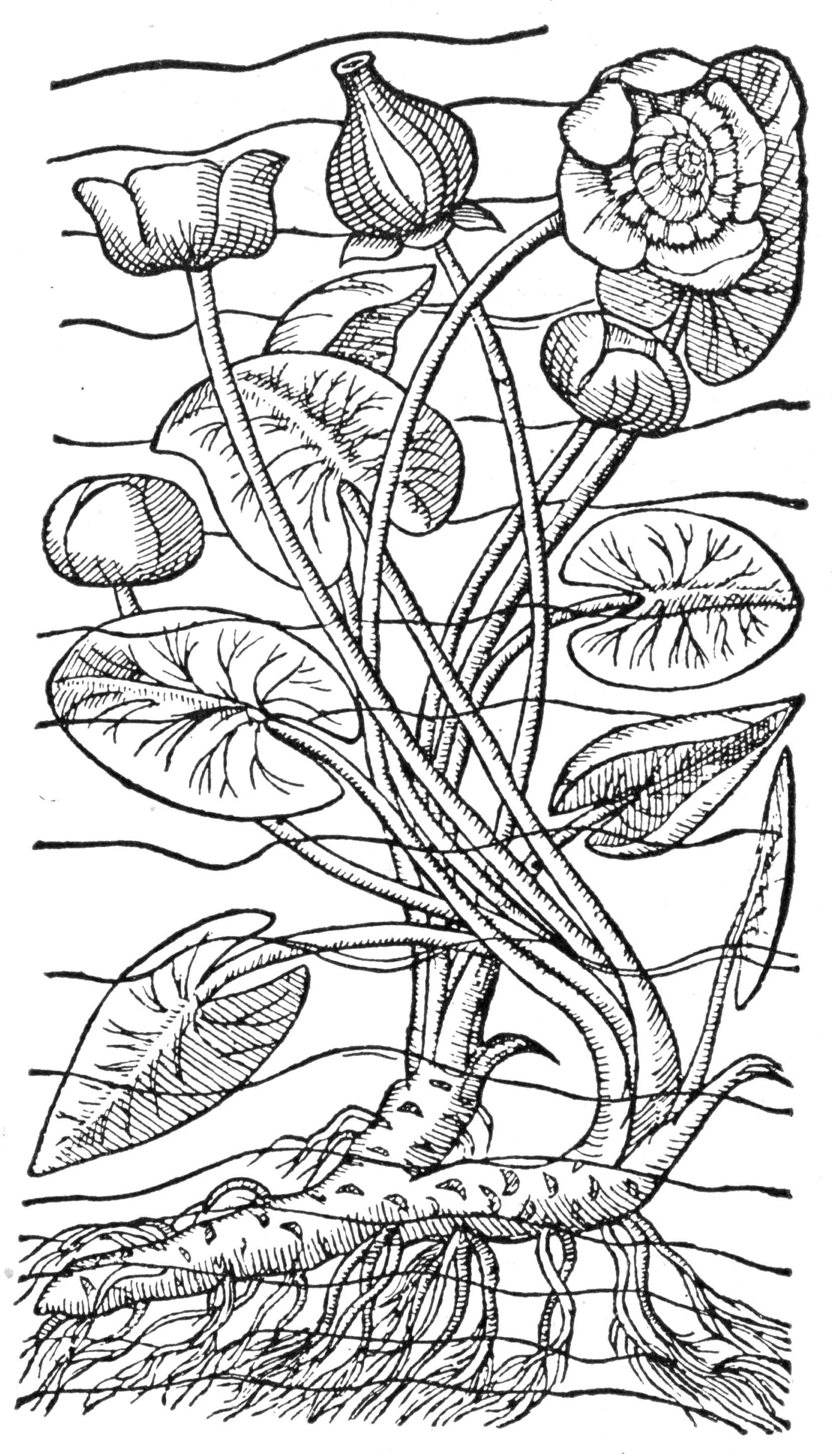
Clusius rajza a Rariorum plantarum című műből.

A XV. század második felében jelennek meg az első füveskönyvek, melyek a kor természettudományos ismereteit voltak hivatottak enciklopédiaszerűen összefoglalni. A növényeken kívül foglalkoztak azok gyógyhatásaival, az állatokkal, ásványokkal, de vegyi anyagok leírásával is. Ezekben jelennek meg az első tudományos igényű ábrázolások, először fametszetek, majd rézmetszetek formájában. Az ismertebb szerzők Brunfels, Bock, Fuchs, Tabernaemontanus. A németalföldi Clusius járt az akkori Magyarországon is és írt a Dunántúl gombáiról és virágos növényeiről. Magyar nyelven az első füveskönyv  Melius Juhász Péter Herbariuma, mely főleg Lonicerus munkáinak fordítására épül.

### Mesterséges rendszerek

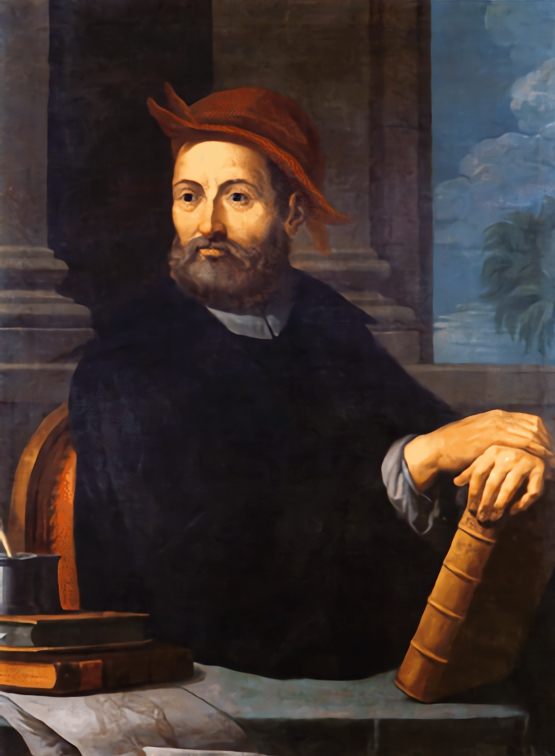
Andrea Cesalpino

A XVII. század végére összesen hozzávetőleg 6000-re emelkedett a leírt fajok száma. A rendszerezés még kezdetleges és főleg a növények felhasználási módjai alapján történik.
Bauhius a XVII. század elején megkísérli összegyűjteni és azonosítani a különböző füveskönyvekben leírt növényfajokat és azok társneveit és eljut a faj fogalmáig. A természetes rendszer gondolatát az olasz Cesalpino veti fel a XVI. században, hangsúlyozva, hogy a rendszerezés szempontjából a növények gyógyhatása csak másodlagos, az alaktani hasonlóságoknak kell fontosságot tulajdonítani. A XVII. században több összefoglaló, rendszerező mű születik, ám ezek nagy része valamilyen kiragadott morfológiai bélyeg alapján osztályozza a fajokat.

#### Linné
Az 1707-ben született Carl von Linné mintegy 8500 növényfajt ír le elég önkényes módon kiválasztott jellegek alapján. A növényeket 23 virágos és 1 virágtalan osztályba sorolta, főleg a porzók száma, nagysága, összenőtt vagy szabad volta és a bibék száma alapján. Rendszere mesterséges, de egy kései munkájában megkísérel felállítani 65 természetes növénycsoportot, melyek között sok ma elismert növénycsalád található.
Linné rendszere a Systema naturae 1748-as kiadásából:
A) A virágok láthatók
a) A virágok kétivarúak
α) A porzók szabadok
1. A porzók egyenlő hosszúak
I-X. osztályok: Egyporzósak – Tízporzósak
XI. osztály: Tizenegy-tizenkilenc porzósak
XII. osztály: Húszporzósak
XIII. osztály: Sokporzósak (több mint húsz)
2. A porzók nem egyenlő hosszúak
Porzó 4, 2 hosszabb
XIV. osztály: Kétfőporzósak
Porzó 6, 4 hosszabb
XV. osztály: Négyfőporzósak
β) A porzók egymással, vagy a bibével összenőttek
I. A porzók szálaiknál nőttek össze
XVI. osztály: Egyfalkásak
XVII. osztály: Kétfalkásak
XVIII. osztály: Sokfalkásak
II A portokok nőttek össze csővé
XIX. osztály: Csőporzósak
γ) A porzók a termőre nőttek
XX. osztály: Termőre nőtt porzósak
b) A virágok váltivarúak
α) Porzós és termős virágok egy növényen
XXI. osztály: Egylakiak
β) Porzós és termős virágok külön növényen
XXII. osztály: Kétlakiak
γ) Porzós, termős és kétivarú virágok egy növényen
XXIII. osztály: Kevert virágúak
B) A virágok nem láthatók
XIV. osztály: Virágtalanok

### Természetes rendszerek

#### Jussieu

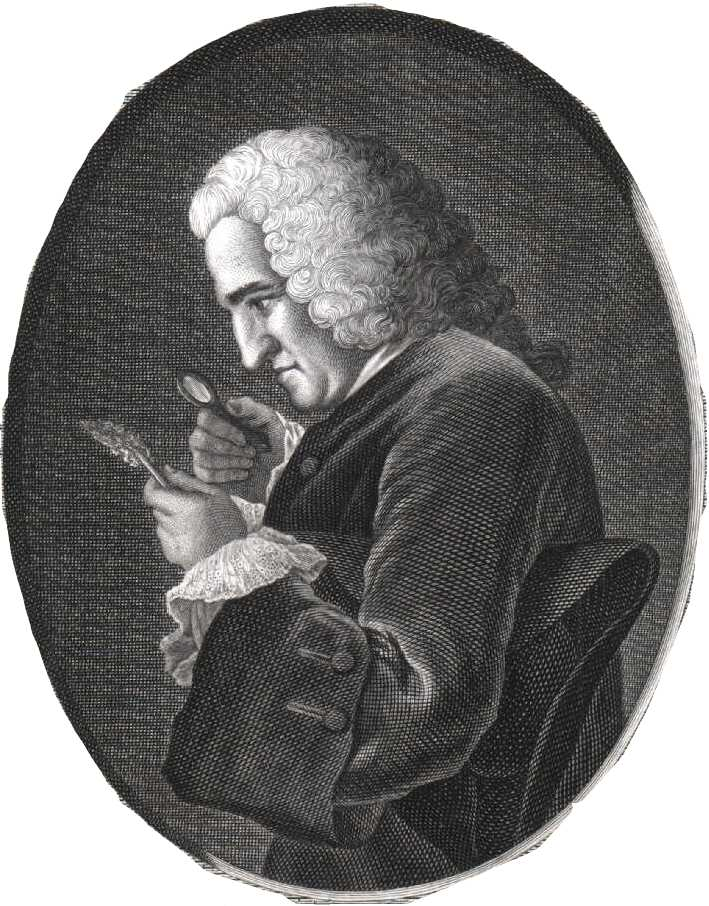
Bernard de Jussieu

Bernhard de Jussieu XIV. Lajos kertésze alkotta meg az első természetes rendszert és ez alapján tervezte a trianoni botanikus kertet. Rendszerének alapja a virág felépítése:
A) Acotyledones (virágtalanok)
B) Monocotyledones (egyszikűek)
C) Dicotyledones (kétszikűek)
a) Apetalae (sziromtalanok)
b) Monopetalae (forrtszirmúak)
c) Polypetalae (szabadszirmúak)

#### De Candolle

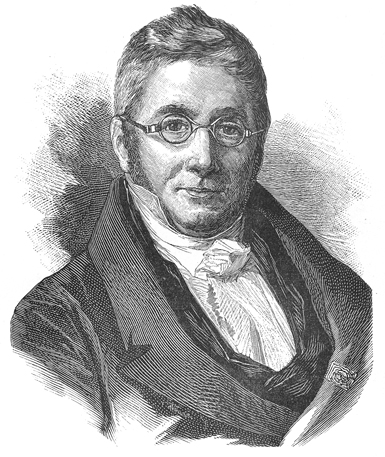
Augustin Pyrame de Candolle (1778-1841)

A XIX. század végéig volt használatban August de Candolle rendszere, melyet fia és unokája fejlesztett tovább a Prodromus című műben (1824-73):
A) Plantae vasculares (edényes növények)
a) Exogenae (az edénnyalábok elhelyezkedése körkörös)
Diplochlamydeae (van csésze és párta)
Monochlamydeae (a virágtakaró egyszerű, vagy hiányzik)
b) Endogenae (az edénnyalábok szórtak)
Phanerogamae (egyszikűek)
Cryptogamae (edényes virágtalanok)
B) Plantae cellulares (sejtes növények)
Foliaceae (mohák)
Aphyllae (telepes növények)
Albert Ferencz: Heves és Külső Szolnok törvényesen egyesült vármegyék leírása című munkájának II. részében ismerteti a Mátra vidéken talált növényeket „a Deccandolle-féle természetes rendszer szerint összeállítva.
Jegyzéke nehány növényfajnak, melyek Heves és K.-Szolnok t. e. vármegyék tiszai járásában találtatnak.”
Az írás betekintést nyújt a De Candolle-féle rendszerbe.

#### Endlicher

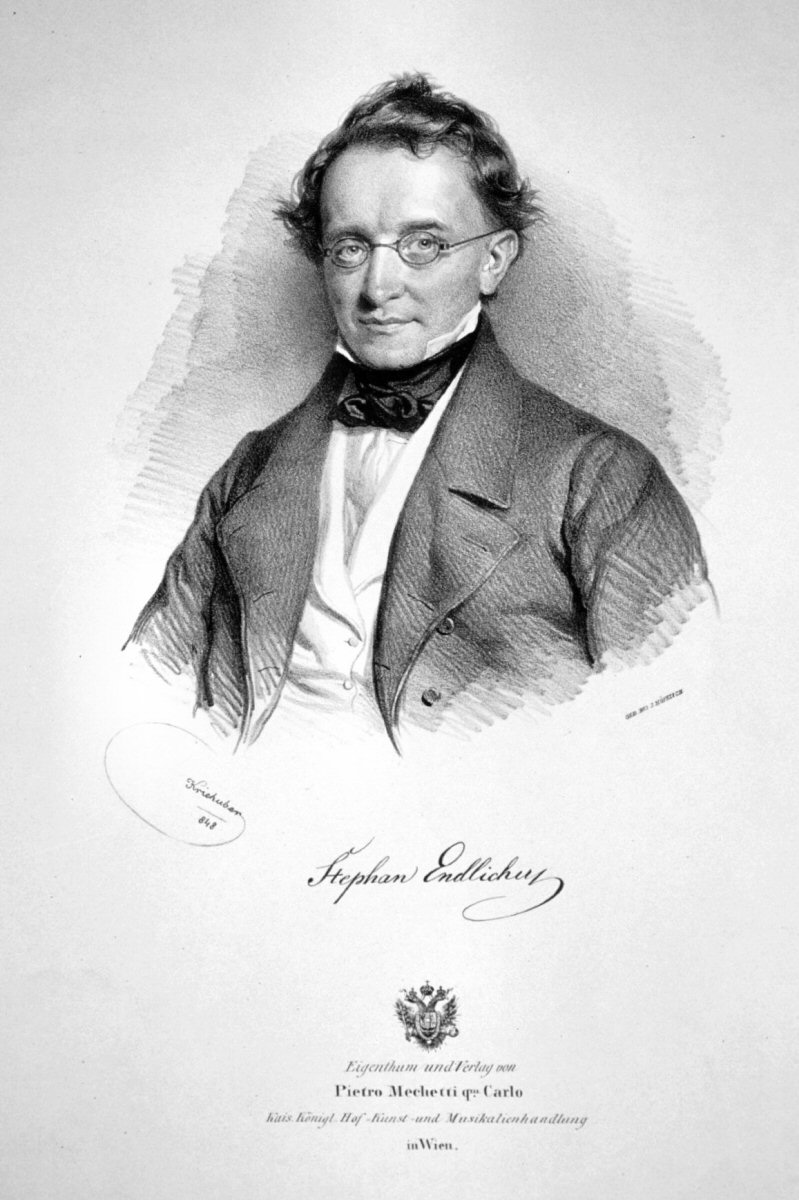
Stephan Ladislaus Endlicher

A pozsonyi származású, később Bécsben professzorként működő Endlicher István rendszere már elismeri (Linnével ellentétben) a fajok változékonyságát:
I. Thallophyta (telepes növények)
II. Cormophyta (száras növények)
1. Acrobrya – a szár csak a csúcsán nő (mohák, harasztok, cikászok)
2. Amphibrya – a szár csak a kerületén nő (egyszikűek)
3. Acramphibrya – a szár a csúcsán és a kerületén is nő (fenyők, kétszikűek)
Ez a rendszer Magyarországon is elterjedt volt.

### Fejlődéstörténeti rendszerek
Charles Darwin munkásságára építve egyre többen igyekeztek a fajok fejlődéstörténeti rokonságát a rendszerezés alapjává tenni.

#### Eichler

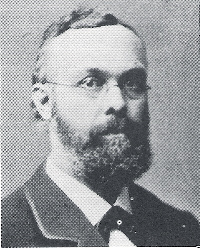
August Wilhelm Eichler

August W. Eichler német botanikus rendszere már filogenetikus rendszertan volt:
- A. Cryptogamae
phylum I. Thallophyta
classis I. Algae – Moszatok
classis II. Fungi – Gombák
classis III. Lichenes
phylum II. Bryophyta – Mohák
classis I. Hepaticae
classis II. Musci
phylum III. Pteridophyta – Harasztok
classis I. Equisetinae
classis II. Lycopodinae
classis III. Filicinae
- B. Phanerogamae
phylum I. Gymnospermae – Nyitvatermők
phylum II. Angiospermae – Zárvatermők
classis I. Monocotyleae – Egyszikűek
classis II. Dicotyleae – Kétszikűek
subclassis I. Choripetalae
subclassis II. Sympetalae

#### Engler
A berlini Adolph Engler fejlődéstörténeti rendszere a legrészletesebben kidolgozott növényrendszer. A családszintig való leírást az 1892 és 1964 között 12-szer megjelent Syllabus der Pflanzenfamilien című mű tartalmazza. A Die Natürlichen Pflanzenfamilien szintén hatalmas mű, valamennyi növénycsoportot tartalmazza nemzetség-szintig részletezve, eredeti rajzokkal illusztrálva. A Das Pflanzenreich című 107 kötetes sorozat 78 családot mutat be egészen a fajok szintjéig. A rendszert a mai napig sok nagy herbárium használja. Engler a fejlődést egyenes vonalúnak tekintette, rendszerét az egyszerűbb tulajdonságokkal rendelkező, ezáltal ősibbnek tartott csoportoktól kezdve építette fel a fejlettebb tulajdonságokat mutató fiatalabb csoportokig.
- I. divisio Schizophyta
- II. divisio Phytosarcodina
- III. divisio Flagellatae
- IV. divisio Dinoflagellatae
- V. divisio Bacillariophyta
- VI. divisio Conjugatae
- VII. divisio Chlorophyceae
- VIII. divisio Charophyta
- IX. divisio Phaeophyceae
- X. divisio Rhodophyceae
- XI. divisio Eumycetes
- XII. divisio Embryophyta asiphonogama
1 subdivisio Bryophyta
2 subdivisio Pteridophyta
- XIII. divisio Embryophyta siphonogama
1 subdivisio Gymnospermae
2 subdivisio Angiospermae
1 classis Monocotyledoneae
2 classis Dicotyledoneae

#### Wettstein
A bécsi Richard Wettstein kritizálta Engler egyenes vonalú fejlődés elméletét és kimutatta, hogy az egyszerűbb jelleg lehet fejlődési folyamat eredménye is (például a barkás fák esetén a szél általi megporzás nem ősi jelleg, mint a nyitvatermőknél, hanem másodlagos fejlődés eredménye). Az egyszikűeket a kétszikűekből vezette le.
- I. phylum Schizophyta
1. classis Schizophyceae
2. classis Schizomycetes
- II. phylum Monadophyta
- III. phylum Myxophyta
- IV. phylum Conjugatophyta
- V. phylum Bacillariophyta
- VI. phylum Conjugatae
- VII. phylum Rhodophyta
1. classis Bangieae
2. classis Florideae
- VIII. phylum Euthallophyta
1. classis Chlorophyceae
2. classis Fungi
A. Eumycetes
1. subclassis Phycomycetes
2. subclassis Ascomycetes
3. subclassis Basidiomycetes
B. Lichenes
1. subclassis Ascolichenes
2. subclassis Basidiolichenes
- IX. phylum Cormophyta
I. divisio Archegoniatae
1. subdivisio Bryophyta
1. classis Musci
2. classis Hepaticae
2. subdivisio Pteridophyta
1. classis Psilophytinae
2. classis Lycopodiinae
3. classis Psilotinae
4. classis Articulatae
5. classis Filicinae
II. divisio Anthophyta
1. subdivisio Gymnospermae
1. classis Pteridospermae
2. classis Cycadinae
3. classis Benettitinae
4. classis Cordaïtinae
5. classis Ginkgoinae
6. classis Coniferae
7. classis Gnetinae
2. subdivisio Angiospermae
1. classis Dicotyledones
1. subclassis Choripetalae
A. Monochlamideae
B. Dialypetalae
2. subclassis Sympetalae
2. classis Monocotyledones

### Korszerű rendszerek
A manapság is használatban lévő, általánosan elfogadott, korszerű növényrendszertanok közös jellemzője, hogy mindegyik filogenetikus (vagyis fejlődéstörténeti alapozású) rendszertan. Az esetleges különbségek a növények közötti rokonsági kapcsolatok megállapításához használt módszerekből adódnak. Ezen módszerek közül az utóbbi egy-két évtizedben egyre szélesebb körben használják fel a növények örökítőanyagának vizsgálatát.
- Soó-rendszer (Az 1953-as, első verzió)
- Cronquist-rendszer (Az 1981-es verzió)
- Dahlgren-rendszer (1985)
- Borhidi-rendszer (1995)
- Tahtadzsján (Az 1997-es verzió)
- APG (1998 APG I, 2003 APG II, 2009 APG III, 2016 APG IV)
- Komprehenzív rendszer